# Joss Whedon
Joss Whedon, właśc. Joseph Hill Whedon (ur. 23 czerwca 1964 w Nowym Jorku) – amerykański reżyser, producent wykonawczy, sporadycznie aktor, pisarz oraz twórca i główny scenarzysta seriali telewizyjnych. Jest znany z takich produkcji jak Buffy: Postrach wampirów (1997–2003), Anioł ciemności (1999–2004), Firefly (2002), Dollhouse (2009–2010) oraz Agenci T.A.R.C.Z.Y. (2013–2020). Whedon był jednym ze scenarzystów Toy Story (1995), napisał i wyreżyserował film Serenity (2005), Dr. Horrible's Sing-Along Blog (2008), współtworzył i wyprodukował Dom w głębi lasu (2012), a także napisał i wyreżyserował film Avengers (2012) oraz jego sequel Avengers: Czas Ultrona (2015).